# Stocking-Gletscher
Der Stocking-Gletscher (von englisch stocking ‚Strumpf‘) ist ein steiler Gletscher im ostantarktischen Viktorialand. Er fließt unmittelbar östlich des Catspaw-Gletschers in südlicher Richtung ins Taylor Valley.
Der britische Geograph Thomas Griffith Taylor (1880–1963), Teilnehmer der Terra-Nova-Expedition (1910–1913), benannte ihn so, weil er ihn in seiner Form an einen Strumpf erinnerte.